# Klubi Sportiv Apolonia Fier 2013-2014
Questa voce raccoglie le informazioni riguardanti il Klubi Sportiv Apolonia Fier nelle competizioni ufficiali della stagione 2013-2014.

## Rosa
| N. |                    | Ruolo | Calciatore     |
| -- | ------------------ | ----- | -------------- |
| 1  | Albania (bandiera) | P     | Eduart Miço    |
| 3  | Albania (bandiera) | D     | Renato Naçi    |
| 4  | Nigeria (bandiera) | D     | Sodiq Atanda   |
| 5  | Albania (bandiera) | C     | Klajdi Broshka |
| 6  | Albania (bandiera) | D     | Rudin Nako     |
| 7  | Albania (bandiera) | C     | Igli Dakavelli |
| 8  | Albania (bandiera) | C     | Ermal Sako     |
| 9  | Albania (bandiera) | A     | Andi Mahilaj   |
| 10 | Albania (bandiera) | C     | Enriko Papa    |
| 11 | Albania (bandiera) | C     | Dejan Dosti    |
| 13 | Albania (bandiera) | C     | Realdo Fili    |
| 14 | Albania (bandiera) | C     | Endri Dautaj   |
| 15 | Albania (bandiera) | A     | Edison Qafa    |

| N. |                    | Ruolo | Calciatore        |
| -- | ------------------ | ----- | ----------------- |
| 16 | Albania (bandiera) | D     | Ervis Troka       |
| 17 | Albania (bandiera) | C     | Albi Prifti       |
| 18 | Nigeria (bandiera) | D     | Sulaimon Adekunle |
| 19 | Albania (bandiera) | A     | Aladin Sallaku    |
| 20 | Albania (bandiera) | C     | Xhevahir Hasaj    |
| 21 | Albania (bandiera) | C     | Damiano Azizaj    |
| 22 | Albania (bandiera) | C     | Vangjel Jakupi    |
| 24 | Albania (bandiera) | D     | Andi Prifti       |
| 25 | Nigeria (bandiera) | C     | Anayo Thankgod    |
| 26 | Albania (bandiera) | C     | Besmir Ramaj      |
| 28 | Albania (bandiera) | D     | Eugen Bualli      |
| 33 | Serbia (bandiera)  | P     | Vilson Caković    |